# Morehead
Morehead és una població dels Estats Units a l'estat de Kentucky. Segons el cens del 2000 tenia 5.914 habitants.

## Demografia
Segons el cens del 2000, Morehead tenia 5914 habitants, 2114 habitatges, i 2104 famílies. La densitat de població era de 247,4 habitants/km².
Per edats la població es repartia de la següent manera: un 15,5% tenia menys de 18 anys, un 34,6% entre 18 i 24, un 20,6% entre 25 i 44, un 16,6% de 45 a 60 i un 12,7% 65 anys o més.
L'edat mediana era de 25 anys. Per cada 100 dones de 18 o més anys hi havia 87,6 homes.
La renda mediana per habitatge era de 24.014 $ i la renda mediana per família de 34.375 $. Els homes tenien una renda mediana de 23.950 $ mentre que les dones 19.455 $. La renda per capita de la població era de 13.415 $. Entorn del 16,7% de les famílies i el 26% de la població estaven per davall del llindar de pobresa.

## Poblacions més properes
El següent diagrama mostra les poblacions més properes.